# Ottov motor
Ottov motor je motor z notranjim zgorevanjem. Izumil ga je nemški inženir Nikolaus August Otto

## Zgradba motorja
Motor pretvarja z zgorevanjem goriva dobljeno toploto v mehansko energijo za pogon koles. Gorivo, po navadi zmes bencina in zraka, zgoreva v povsem zaprtih valjih v notranjosti motorja. 
Zmes bencina in zraka nastaja v uplinjaču. Med gibanjem batov navzdol nastane v valjih podtlak, ki zmes vsesava, med gibanjem navzgor pa bati zmes stiskajo oz. komprimirajo. Ko je zmes najbolj stisnjena, jo električna iskra vžge. Zgoreli plini se raztegujejo in potiskajo bate navzdol (delovni takt). 
Gibanje batov se spreminja v vrtenje in prenaša na ročično gred, ki s posredovanjem sklopke, menjalnika in diferenciala oddaja moč kolesom. Bat in ročično gred povezuje ojnica.
Ročična gred poganja tudi odmično gred, ki skrbi za odpiranje in zapiranje sesalnih in izpušnih ventilov vsakega valja.
Električni zaganjalnik daje moč, ki je potrebna za zagon motorja. Zobato kolesce zaganjalnika pri tem prime v ozobljeni venec na zunanjem robu vztrajnika, ki je pritrjen na koncu ročične gredi, in požene vztrajnik in ročično gred v vrtenje. S tem se pa tudi ojnice in bati premikajo gor in dol.
Vztrajnik izravnava sunke, ki jih povzročajo bati v delovnem taktu, in skrbi za enakomerno vrtenje ročične gredi.
Zgorevanje ustvarja tako visoke temperature, da bi se kovinski deli pregreli in pokvarili. Zato ima motor dvojne stene, med katerimi se pretaka voda. Od tod teče voda v hladilnik, kjer odda toploto v okolico. Hlajenje pospešuje ventilator, ki poganja zrak skozi hladilnik. Pri nekaterih motorjih zrak neposredno hladi motor.
Mazanje zmanjšuje drgnjenje med gibljivimi deli motorja in skrbi za dodatno hlajenje. Zaradi tega oljna črpalka med tekom motorja ves čas dovaja [olje] iz oljne kadi oz. karterja, ki je pod valji, k mazalnim mestom v motorju.

## Najpomebnejši deli štiritaktnega motorja
Motor je sestavljen iz dveh osnovnih sestavnih sklopov: zgornji je glava motorja, spodnji pa blok motorja. Izdelana sta iz sive litine, pa tudi iz zlitin lahkih kovin, da zmanjšajo težo motorja in zboljšajo odvajanje toplote.
Ventili so nameščeni v glavi tako, da visijo. Takim motorjem pravimo tudi motorji z zgornjim krmiljenjem.
V glavi motorja so za vsak valj po en zgorevalni prostor in običajno po dve odprtini ventilov in po dva ventila.
Blok motorja in ohišje ročičja sta običajno združena v enem odlitku, v katerem so valji in ležaji ročične gredi. Ročično gred in bate povezujejo ojnice. Tudi odmična gred, ki vodi krmiljenje ventilov, je lahko nameščena v bloku.
Pri drugačnem načinu gradnje je odmična gred nameščena v glavi motorja; tedaj govorimo o motorju z odmično gredjo v glavi.
V glavi in bloku motorja so pri vodno hlajenih motorjih pretočni kanali za hladilno vodo, tako imenovani vodni plašč.
Oljna kad (karter), v kateri je za mazanje potrebno olje, je izdelana iz jeklene pločevine ali pa iz aluminijeve ali magnezijeve litine in privita na spodnji konec ohišja ročičja.
Pokrov ventilov na glavi, nad napravami za krmiljenje ventilov, je običajno narejen iz iste snovi kot oljna kad; ščiti krmiljenje ventilov pred umazanijo in preprečuje iztekanje olja.

## Zgorevanje goriva - toplota se spremeni v mehansko delo
Toplotna energija, ki nastane z zgorevanjem goriva in zraka, se s posredovanjem batov, ojnic ročične gredi pretvori v mehansko delo. Stopnja učinka motorja je odvisna od tega, kolikšen del te energije se porabi.
Čim več zmesi zraka in goriva valji vsesajo in čim bolj jo komprimirajo, tem bolj bo efektivna moč motorja.
Prostorninsko razmerje plinov v valjih pred komprimiranjem in po njem imenujemo kompresijsko razmerje. Običajni avtomobilski motorji imajo kompresijsko razmerje 9: 1, kar pomeni, da je zmes stisnjena na devetino prvotne prostornine.
Stisnjena zmes mora po vžigu hitro, vendar ne preburno zgoreti z enakomernim širjenjem plamena nad čelom bata.
Če je kompresijsko razmerje za določeno gorivo preveliko, se širi čelo plamena neenakomerno. Deli zmesi, ki so daleč od svečke, se vžgejo sami od sebe in zgorijo eksplozivno. Tak potek zgorevanja slišimo kot klenkanje motorja. Pri klenkanju motor izgublja moč, se pogreva in- če je prepogosto- tudi poškoduje. Do podobnih izgub moči pride tudi zaradi samovžigov  pred trenutkom vžiga na svečki. Vzroki za take samovžige so pogosto pokvarjene ali neustrezne svečke ali žareči ostanki v valju. Večina avtomobilskih motorjev je štiritaktnih, kar pomeni, da je le vsak četrti takt delovni takt. Pri prvem vrtljaju ročične gredi se bat pomika navzdol (sesanje), in spet navzgor (kompresijski takt), pri drugem vrtljaju potiskajo zgoreli plini bat navzdol (delovni takt), pri ponovnem pomiku navzgor pa bat izrine zgorele pline na prosto (izpušni takt). Ker mora biti v enem delovnem procesu vsak ventil odprt vsaj enkrat, ročična gred pa v štirih taktih naredi dva vrtljaja, se odmična gred vrti s polovičnimi vrtljaji ročične gredi.
Le redke avtomobile še poganjajo dvotaktni motorji, pri katerih je delovni takt ob vsakokratnem pomiku bata navzdol. Delovni proces dvotaktnega motorja je načeloma sicer enostavnejši kot pri štiritaktnem motorju, vendar pa ima nekatere pomanjkljivosti. 

## Štirje takti Ottovega štiritaktnega motorja
1. takt: sesanje. Izpušni ventil je zaprt. Navzdol gibajoči se bat sesa zmes bencina in zraka skozi sesalni ventil. Takoj zatem se ventil zapre.
2. takt: kompresija. Izpušni in sesalni ventil sta zaprta. Pri gibanju navzgor bat stiska (komprimira) zmes v zgorevalni prostor, zaradi toplote pri stiskanju se kapljice goriva povsem uplinijo.
3. takt: delo. Oba ventila ostaneta zaprta. Iskra s svečke vžge komprimirano zmes. Zgoreti plini se širijo in potiskajo bat navzdol. Na koncu tega takta se izpušni ventil odpre.
4. takt: izpuh. Sesalni ventil je zaprt. Bat potiska med gibanjem navzgor ostanke zgorevanja skozi odprti izpušni ventil. Na koncu tega takta se sesalni ventil odpre, izpušni ventil pa zapre. Vse se začne znova s prvim taktom.

## Zgorevalni prostor motorja
Oblika zgorevalnih prostorov je za zmogljivosti motorja z notranjim zgorevanjem odločilnega pomena. Zgorevalni prostor mora biti majhen in imeti mora čim manjšo površino, da se izgubi čim manj toplote v hlajenje. Teoretično bi bil najboljši okroglast, ki bi imel svečko v središču. V tem primeru bi se fronta plamena ob vžigu enakomerno širila na vse strani. Tudi izgube toplote na stenah zgorevalnega prostora bi bile v tem primeru najmanjše. Žal pa taki zgorevalni prostori pri avtomobilskem motorju ne pridejo v poštev. Najboljši približek kroglastemu je polkroglast zgorevalni prostor.
Sodobne oblike zgorevalnih prostorov je moč razvrstiti v štiri skupine: polkroglaste, kadne, klinaste in zgorevalne prostore v batih. Nadaljnji obliki, ki ju le še redko uporabljajo, sta L-glava in F-glava.
Večina sodobnih motorjev ima zgorevalne prostore v eni od teh štirih glavnih oblik. Zahtevnejše in dražje polkroglaste zgorevalne prostore imajo povsem športni in dirkalni motorji.
Polkroglasta oblika je zaradi svojih kompaktnih razmer zelo smotrna. Od drugih oblik pa ima zgorevalni prostor oblikovan v čelu bata, konstrukcijsko prednost zaradi zgorevalne oblike.
Najcenejši so motorji s stoječimi ventili (L-glava), kakršne so izdelovali včasih. Pri teh motorjih pa kompresijsko razmerje ne more biti dosti večje od 6: 1, kar je za dobre zmogljivosti in varčnost pri gorivu premalo. F-glava pa ima stoječe in viseče ventile: izpušni ventili visijo v glavi. Tudi pri tej obliki zgorevalnih prostorov je kompresijsko razmerje omejeno.